# Герб Перуансько-болівійської конфедерації
Герб Перуансько-болівійської конфедерації складався з гербів трьох держав-учасниць, оточених лавровими гілками. Зліва направо були герби: Болівійської держави, Південно-перуанської республіки та Північно-перуанської республіки. Розташований у центральній частині прапора Конфедерації.
Прапор Конфедерації буде червоного кольору, оскільки він є спільним для трьох республік. У його центрі буде зображено герб Конфедерації, який складається з гербів трьох республік, переплетених лавровим вінком; дизайн герба затверджує Протектор.
Основний закон Перу-Болівійської Конфедерації, стаття 37.

## Опис герба

### Герб Південно-перуанської республіки
Асамблея Сікуані, яка була створена 16 березня 1836 року, скликавши депутатів від департаментів Арекіпа, Аякучо, Куско та Пуно, 17 березня 1836 року урочисто проголосила незалежність Південно-перуанської республіки. На цій же асамблеї були створені національні символи.
Герб Південно-Перуанської держави спочатку складався з сонця внизу, увінчаного чотирма зірками, що представляли кожен з південних департаментів Перу. Пізніше, зі створенням департаменту Літорал, було додано п'яту зірку.

### Герб Північно-перуанської республіки
6 серпня 1836 року Асамблея Уаури видала Конституцію Північно-перуанської республіки, яку 11 серпня оприлюднив президент Орбегосу. У ній передбачалося, що Герб Північно-перуанська республіка прийме той самий прапор і герб, які Перуанська республіка прийняла 24 лютого 1825 року.

Опис, наведений у законі від 24 лютого 1825 року, був таким:
Герб Перуанської Нації складатиметься з щита, розділеного на три поля: ліве, блакитне, на якому буде зображена вікунья, що дивиться всередину; праве, біле, на якому буде зображено дерево хіни; та нижнє, червоне, на якому буде зображено ріг достатку, з якого сиплються монети. Ці символи означають багатства Перу у трьох природних царствах. Герб матиме в якості корони громадянську корону, зображену в площині, і супроводжуватиметься з кожного боку прапором і штандартом національних кольорів, зазначених далі.

### Герб Болівійської держави
Болівійська республіка зберегла герб, наданий 26 липня 1826 року. За цим указом, елементи, що складали щит, були такими:

Стаття 1. Велика печатка Республіки матиме еліптичну форму, довжиною сорок п'ять ліній і шириною сорок ліній; на ній зображено сонце, що сходить за пагорбом Потосі, на срібному полі; праворуч від Потосі — альпака, що піднімається, а ліворуч — сніп пшениці та гілка хлібного дерева; під ним — шість зірок на синьому полі; зверху — напис: «República Boliviana» («Болівійська Республіка»).
Стаття 2. Ця печатка використовується урядом лише для законів після їх підписання; для публічних договорів після їх ратифікації; та для повних повноважень, наданих міністрам та посланцям при іноземних урядах.
Стаття 7. Гербами Болівії є ті, що зазначені у Великій печатці; вони такі ж, як ті, що визначені Генеральною Асамблеєю у декреті від 17 серпня, у різних формах.
Закон від 26 липня 1826 року.

Однак, деякі зміни були внесені:
1. Напис зверху «Болівійська держава»
2. Додавання нових зірок, що додають загалом сім зірок, що представляють кожен департамент Болівії.

## Версія герба

Перуансько-болівійської конфедерації 1836 года

Інша емблема, що використовувалася, зображує морський пейзаж з горою Потосі на першому плані, за якою зображені Анди і висхідне сонце.